# Neuenstein (Assia)
Neuenstein è un comune tedesco di 3 170 abitanti,, situato nel land dell'Assia.
Il territorio comunale comprende le seguenti località:
- Aua
- Gittersdorf
- Mühlbach
- Obergeis
- Raboldshausen
- Saasen
- Salzberg
- Untergeis